# Algimantas
Algimantas ist ein litauischer männlicher Vorname, abgeleitet von Algis und Mantas. Die weibliche Form ist Algimanta.

## Personen
- Algimantas Baltakis (1930–2022), Dichter, Literaturkritiker, Übersetzer
- Algimantas Belzus (* 1951), Politiker, Vizeminister für Landwirtschaft
- Algimantas Butnorius (1946–2017), Schachspieler
- Algimantas Čekuolis (1931–2025), Journalist, Publizist, Reiseführer
- Algimantas Dziegoraitis (1939–2007), Rechtsanwalt, Verwaltungsrechtler und Politiker, sowjetlitauischer Vizejustizminister
- Algimantas Gaubas (* 1955), Politiker, Bürgermeister der Rajongemeinde Šiauliai
- Algimantas Gradeckas (* 1934), Forstwissenschaftler und Professor
- Algimantas Valentinas Indriūnas (1925–2022), Politiker, Seimas-Mitglied
- Algimantas Jasulaitis (* 1949), Gerichtsmediziner und Hochschullehrer
- Algimantas Juocevičius (1944–2015),  Kommunalbeamter und Politiker, Vizeinnenminister
- Algimantas Kirkutis (* 1954), Kardiologe und Politiker, Professor, Seimas-Mitglied
- Algimantas Križinauskas (* 1958), Finanzer und Politiker
- Algimantas Kurlavičius (* 1944), Politiker, Vizebürgermeister von Kaunas
- Algimantas Maknys (* 1949), Politiker, Bürgermeister von Druskininkai
- Algimantas Matulevičius (1948–2024), Politiker, Mitglied des Seimas
- Algimantas Mielinis (* 1962), Politiker, Bürgermeister von Raseiniai
- Algimantas Nasvytis (1928–2018), Architekt und Bauminister
- Algimantas Norvilas (* 1953), Politiker, Seimas-Mitglied
- Algimantas Puipa (* 1951), Filmregisseur
- Algimantas Rimkūnas (* 1953), Diplomat und Politiker, Vizeminister
- Algimantas Šalna (* 1959), litauisch-sowjetischer Biathlet und Olympiasieger
- Algimantas Sėjūnas (* 1941), Politiker, Seimas-Mitglied, Vizebürgermeister von Šiauliai
- Algimantas Vladas Stasiukynas (1944–2023), Energiewirtschaftsmanager
- Algimantas Povilas Tauras (* 1933), Politiker, Seimas-Mitglied
- Algimantas Vincas Ulba (1939–2012), Politiker
- Algimantas Urmonas (* 1942), Verwaltungsrechtler und Kriminologe, Professor
- Algimantas Vakarinas (* 1959), Politiker, Vizebürgermeister von Vilnius, Vizeinnenminister
- Algimantas Valantinas (* 1961), Richter, ehemaliger Generalstaatsanwalt
- Algimantas Visockas (* 1987), Eishockeyspieler
- Algimantas Žiukas (* 1961), Politiker, Bürgermeister von Molėtai

Zwischenname:
- Vytautas Algimantas Buinevičius (1933–2005), Ingenieur und Politiker, Seimas-Mitglied
- Romanas Algimantas Sedlickas (* 1942), litauischer Politiker und Rechtsanwalt
- Laurynas Algimantas Skūpas (1937–2005), Polyglott, Romanist und Esperantist